# Tom Cullen
Thomas Cullen (Aberystwyth, 17 de julho de 1985) é um ator e cineasta galês. Ele é mais conhecido por seu papel no filme Weekend (2011) e nas séries de televisão Downton Abbey e Knightfall.

## Filmografia

### Cinema
| Ano  | Título                | Papel              | Nota(s)                                                      |
| ---- | --------------------- | ------------------ | ------------------------------------------------------------ |
| 2006 | Cravings              | Jason              |                                                              |
| 2008 | Watch Me              | Tom                | Curta-metragem Indicado–BAFTA Cymru de Melhor Curta-Metragem |
| 2009 | 20 Questions          | Adam               | Curta-metragem                                               |
| 2010 | Balance               | Nico               | Curta-metragem                                               |
| 2011 | Weekend               | Russell            | British Independent Film Award de Melhor Revelação           |
| 2012 | Henry                 | Henry              | Curta-metragem                                               |
| 2013 | Room 8                | Ives               | Curta-metragem BAFTA de Melhor Curta-Metragem Britânico      |
| 2013 | The Last Days on Mars | Richard Harrington |                                                              |
| 2014 | Desert Dancer         | Ardavan            |                                                              |
| 2016 | Black Mountain Poets  | Richard            |                                                              |
| 2016 | Happily Ever After    | Colin              |                                                              |
| 2016 | The Other Half        | Nickie             |                                                              |
| 2016 | Trial                 | Ryan/New Aaron     | Short film                                                   |
| 2016 | A Hundred Streets     | Jake               |                                                              |
| 2016 | Mine                  | Tommy Madison      |                                                              |
| 2018 | Souls of Totality     | Guy 3              | Curta-metragem                                               |
| 2019 | Pink Wall             | -                  | Diretor/roteirista                                           |
| 2019 | Castle in the Ground  | Jimmy              |                                                              |
| 2021 | My Son                | Frank              |                                                              |
| 2021 | Barbarians            |                    | Com Iwan Rheon, Dir. Charles Dorfman                         |

### Televisão
| Ano       | Título                   | Papel                              | Nota(s)                               |
| --------- | ------------------------ | ---------------------------------- | ------------------------------------- |
| 2010      | Pen Talar                | Richard                            | 2 episódios                           |
| 2011      | Black Mirror             | Jonas                              | Episódio: "The Entire History of You" |
| 2012      | World Without End        | Wulfric                            | 8 episódios                           |
| 2013–2014 | Downton Abbey            | Anthony Foyle, Viscount Gillingham | 12 episódios                          |
| 2015      | The Trials of Jimmy Rose | Joe Rose                           | 3 episódios                           |
| 2016      | The Five                 | Mark Wells                         | 10 episódios                          |
| 2017      | Orphan Black             | Leonard Sipp                       | Episódios: "Manacled Slim Wrists"     |
| 2017-2019 | Knightfall               | Landry du Lauzon                   |                                       |
| 2017      | Gunpowder                | Guy Fawkes                         | 3 episódios                           |
| 2018      | Genius                   | Luc Simon                          | 2 episódios                           |
| 2021      | Becoming Elizabeth       | Thomas Seymour                     |                                       |
| 2021      | Invasion                 | Sr. Edwards                        |                                       |